# Carlo Abarth
Carlo Abarth (n. Karl Alberto Abarth, 15 noiembrie 1908 – d. 24 octombrie 1979) alături de Armando Scagliarini, este co-fondatorul companiei de tuning Abarth & Co.. Abarth s-a născut la Viena pe 15 noiembrie 1908, deci este sub semnul scorpionului, de aici și emblema companiei. Interesul său pentru mecanică s-a manifestat înca de când era mic. El a fost ucenic la o firmă care producea motociclete (Motor Thun), ulterior a devenit pilot de teste, iar mai tarziu șef peste departamentul de testare în ani ’30. Abarth a câștigat 5 campionate europene de motociclism până în 1939 când a avut un accident care l-a forțat să se retragă.
La vârsta de 30 de ani Karl a imigrat în Italia, unde a început să lucreze pentru tatăl său. Si-a schimbat naționalitatea pentru a deveni cetățean italian.
In 1946, după al Doilea Război Mondial, s-a mutat la Merano, angajându-se la o companie care distribuia mașini și accesorii Porsche. Cu ajutorul prietenului său Ferry Porsche, fiul lui Ferdinand Porsche, Abarth a fost angajat ca director la compania deținută de Piero Dusio, Cisitalia. Piero înființase compania cu scopul de a construi o mașină de curse pe baza unui Porsche. Dorința lui Piero de a deveni un manufacturier de mașini performante, a fost indeplinită de Abarth datorită relațiilor sale, obținându-i licența de la Porsche. În 1947, ca urmare a succesului în curse a companiei Cisitalia, Carlo Abarth a devenit directorul tehnic al companiei, care la scurt timp compania a intrat în faliment.